# Thalictrum steyermarkii
Thalictrum steyermarkii là một loài thực vật có hoa trong họ Mao lương. Loài này được Standl. miêu tả khoa học đầu tiên năm 1940.